# Château de Malou (Norolles)
Le château de Malou ou manoir de Malou est une demeure qui se dresse sur le territoire de la commune française de Norolles, dans le département du Calvados, en région Normandie. L'édifice est partiellement inscrit au titre des monuments historiques.

## Localisation
Le château est situé au lieudit Cour de Malou, à mi-pente d'un vallon, sur un petit promontoire bordé par deux douets, sur la commune de Norolles, dans le département français du Calvados.

## Historique
Le domaine aurait appartenu à un compagnon de Guillaume le Conquérant.
Le château est construit dans la première moitié du XVIe siècle. De cette époque date la façade principale comportant deux tours à poivrière. En 1540, un Jean de Gouvix ou de Gouvis, soubs-âge, est mentionné comme seigneur de Malou.
L'édifice fait l'objet d'un réaménagement au XVIIIe siècle. 

## Description
Les tours sont en calcaire. Les ailes sont bâties selon un mode de construction différencié : tandis qu'une d'entre elles est en brique et pierres, l'autre est à pans de bois. La partie de l'édifice reprise au XVIIIe siècle reprend cette dichotomie entre un espace à pans de bois et une partie en maçonnerie.
Le château était muni autrefois d'un pont-levis et d'un fossé.

## Protection
Au titre des monuments historiques :
- la façade avec la porte d'entrée et la toiture sont inscrites par arrêté du 11 octobre 1930 ;
- la façade arrière du logis et la toiture correspondante et la terrasse avec son escalier sont inscrites par arrêté du 22 novembre 2006.